# О’Коннелл, Лес
Лесли Джеймс О’Коннелл (англ. Leslie James O'Connell; род. 23 мая 1958, Тимару, Кентербери) — новозеландский гребец, выступавший за сборную Новой Зеландии по академической гребле в период 1982—1985 годов. Чемпион летних Олимпийских игр в Лос-Анджелесе, двукратный чемпион мира, победитель и призёр многих регат международного значения. Член Зала славы спорта Новой Зеландии.

## Биография
Лес О’Коннелл родился 23 мая 1958 года в городе Тимару, Новая Зеландия.
Занимался академической греблей в местной гавани, проходил подготовку в клубе Timaru Rowing Club, в составе которого в паре с Крисом Букером в 1978 году впервые стал чемпионом Новой Зеландии в зачёте парных двоек. Позже переехал на постоянное жительство в Крайстчерч и присоединился к клубу Avon Rowing Club, одному из трёх крупнейших гребных клубов страны.
Первого серьёзного успеха на взрослом международном уровне добился в сезоне 1982 года, когда вошёл в основной состав новозеландской национальной сборной и побывал на чемпионате мира в Люцерне, откуда привёз награду золотого достоинства, выигранную в восьмёрках.
В 1983 году в распашных рулевых четвёрках одержал победу на мировом первенстве в Дуйсбурге, став таким образом двукратным чемпионом мира по академической гребле.
Благодаря череде удачных выступлений удостоился права защищать честь страны на летних Олимпийских играх 1984 года в Лос-Анджелесе. В составе четырёхместного безрульного экипажа, куда также вошли гребцы Шейн О’Брайен, Конрад Робертсон и Кит Траск, обошёл всех своих соперников в финале и тем самым завоевал золотую олимпийскую медаль.
После лос-анджелесской Олимпиады О’Коннелл ещё в течение некоторого времени оставался в составе гребной команды Новой Зеландии и продолжал принимать участие в крупнейших международных регатах. Так, в 1985 году он выступил на чемпионате мира в Хазевинкеле — на сей раз попасть в число призёров не смог, в программе безрульных четвёрок финишировал четвёртым.
Впоследствии работал в строительном бизнесе, в ноябре 1990 года основал собственную строительную компанию.
За выдающиеся спортивные достижения в 1995 году был введён в Зал славы спорта Новой Зеландии.